# المجموعة الفردانية E-V38
المجموعة الفردانية E-V38، والمعروفة أيضًا بإسم E1b1a-V38، هي مجموعة هابلوغروبية من الحمض النووي لكروموسوم Y البشري. ينتشر E-V38 بشكل أساسي في إفريقيا جنوب الصحراء الكبرى.
ويحتوي E-V38 على فرعين قاعديين، E-M329 وE-M2.  
E-M329 هي فئة فرعية توجد غالبًا في شرق إفريقيا.
E-M2 هي الفئة الفرعية السائدة في غرب إفريقيا ووسط إفريقيا وجنوب إفريقيا ومنطقة البحيرات الكبرى الإفريقية ؛ وينتشر أيضًا بترددات معتدلة في بعض أجزاء شمال إفريقيا وغرب آسيا وجنوب أوروبا.

## الأصل
أُكتشف اثنين من تعدد الأشكال (V38 وV100) بواسطة ترومبيتا وآخرون. (2011) وقد أعاد تعريف شجرة النشوء والتطور لـ E-V38 بشكل ملحوظ.
وقد دفع هذا المؤلفين إلى اقتراح أن E-V38 ربما نشأ في شرق إفريقيا.
يتبع E-M2 إلى E-V38 والمنتشر في غرب إفريقيا مع سلف مشترك سابق (E-P2)، وربما قد نشأت أيضًا في شرق إفريقيا.
ويتبع E-M329 أيضًا إلى E-V38 المنتشر في شمال شرق إفريقيا مع سلف مشترك سابق (E-P2)، وربما قد نشأت أيضًا في شرق إفريقيا.
قد يكون SNP E-M180 قد نشأ في اتجاه مجرى النهر في السافانا / الأراضي العشبية الرطبة في جنوب وسط الصحراء الكبرى في شمال إفريقيا ما بين 14000 سنة مضت و 10000 سنة مضت.   
ووفقًا لوود وآخرون. (2005) وروزا وآخرون. (2007)، غيرت هذه الحركات السكانية تنوع الكروموسومات Y الموجود مسبقًا في وسط وجنوب وجنوب شرق إفريقيا، لتحل محل ترددات المجموعات الفردانية السابقة (المجموعات الفردانية A و B-M60) في هذه المناطق بسلالات E1b1a1 المهيمنة الآن.
ومع ذلك، يمكن ملاحظة آثار السكان الأوائل اليوم في هذه المناطق من خلال وجود مجموعات Y DNA الفردانية A1a وA1b وA2 وA3 و B-M60 الشائعة في مجموعات سكانية معينة، مثل مبوتي وكويسان.  
شرينر وآخرون. (2018) يشير بالمثل إلى أن المجموعة الفردانية E1b1a-V38 هاجرت عبر الصحراء الخضراء من الشرق إلى الغرب منذ حوالي 19000 عام، حيث ربما نشأت E1b1a1-M2 لاحقًا في غرب إفريقيا أو وسط إفريقيا.
شرينر وآخرون. (2018) يتتبع أيضًا هذه الهجرة عبر داء الخلايا المنجلية، والتي من المحتمل أنها نشأت خلال فترة الصحراء الخضراء.

## الحمض النووي القديم
جاد وآخرون. (2021) يشير إلى أن رمسيس الثالث ورجل آخر مجهول أنهم على E، ربما Pentawere، كانا يحملان المجموعة الفردانية E1b1a. 
في كابيكو دا أموريرا، في البرتغال، تم دفن رجل مستعبد من غرب إفريقيا، والذي ربما كان من منطقة سنغامبيا الساحلية في غامبيا أو موريتانيا أو السنغال، وكان يحمل المجموعتين الفردانيتين E1b1a و L3b1a، وقد دُفن بين قذيفة ميدن بين القرن السادس عشر الميلادي والقرن الثامن عشر الميلادي.

## التوزيع
تردد وتنوع E-V38 هو الأعلى في غرب إفريقيا.
أما داخل إفريقيا، فينتشر E-V38 أنتشارًا سريريًا من الغرب إلى الشرق ومن الجنوب إلى الشمال.
بمعنى آخر، يتناقص تواتر المجموعة الفردانية مع تحرك الشخص من غرب وجنوب إفريقيا نحو الأجزاء الشرقية والشمالية من إفريقيا. 

## الفئات الفرعية

### E-M2
وتُعرف بـ E1b1a1 بواسطة العلامات DYS271/M2/SY81 وM291 وP1/PN1 وP189 وP293 وV43 وV95.
E-M2 هي مجموعة فردانية هابلوغروبية متنوعة لها العديد من الفروع.

### E-M329
وتُعرف بـ E1b1a2 بواسطة طفرة SNP M329.
تتواجد E-M329 في الغالب في شرق إفريقيا.
E-M329 شائعة أيضًا في جنوب غرب إثيوبيا، خاصة بين السكان الناطقين باللغة الأوموتية. 

## علم الوراثة

### التاريخ التطوري
قبل عام 2002، كان هناك في الأدبيات الأكاديمية ما لا يقل عن سبعة أنظمة تسمية لشجرة النشوء والتطور للكروموسوم Y.
وقد أدى هذا إلى ارتباك كبير.
في عام 2002، اجتمعت المجموعات البحثية الرئيسية معًا وشكلت اتحاد كروموسوم Y (YCC).
لقد نشروا ورقة مشتركة أنشأت شجرة واحدة جديدة اتفق الجميع على استخدامها.
وفي وقت لاحق، شكلت مجموعة من العلماء المواطنين المهتمين بعلم الوراثة السكانية وعلم الأنساب الجيني مجموعة عمل لإنشاء شجرة هواة تهدف قبل كل شيء إلى أن تكون في الوقت المناسب.
يجمع الجدول أدناه كل هذه الأعمال عند نقطة شجرة YCC التاريخية لعام 2002.
وهذا يسمح للباحث بمراجعة الأدبيات المنشورة القديمة للتنقل بسرعة بين التسميات.

### الأشجار التطورية
تعتمد شجرة النشوء والتطور هذه للفئات الفردانية الفرعية على شجرة Y-Chromosome Consortium (YCC) 2008،  شجرة ISOGG Y-DNA Haplogroup E،  والأبحاث المنشورة اللاحقة.
- E1b1a (L222.1، V38، V100)
  - E1b1a1 (DYS271/M2/SY81، M291، P1/PN1، P189، P293، V43، V95، Z1101، Z1107، Z1116، Z1120، Z1122، Z1123، Z1124، Z1125، Z1127، Z1130، Z1133)
  - E1b1a2 (M329)